# Catherine Lagatu
Pour les articles homonymes, voir Lagatu.
Catherine Lagatu, née le 11 juin 1919 à Quimerch (France) et morte le 1er mars 2007 à Châtellerault, est une femme politique française, sénatrice de Paris.

## Biographie
Née dans une famille ouvrière et catholique de Bretagne, elle suit les pas de sa mère, elle-même militante communiste, en adhérant au Parti communiste français en 1946 après avoir participé à la résistance au sein du mouvement Libération-Nord.
Professeur d'éducation physique, elle s'engage d'abord dans les mouvements de jeunesse, et notamment au sein des éclaireurs de France, organise auprès duquel elle est détachée, tout en militant au sein de la Fédération de l'éducation nationale.
En 1951, après un an de formation, elle devient professeur d'enseignement général dans un centre d'apprentissage à Paris. Elle s'installe donc dans cette ville où elle habite avec son compagnon, un autre militant communiste, Albert Jaouen.
Catherine Lagatu, lors de ses venues dans sa résidence secondaire de Saint-Rémy-sur-Creuse, a appris à nager dans la Creuse à trois générations d'enfants. Elle leur a fait passer le brevet de natation, ce qu'elle a dû faire aussi avec d'autres enfants lorsqu'elle était a Paris.
Candidate communiste aux élections municipales, elle entra au conseil en 1954 à la suite d'un décès, et fut réélue en 1959. En 1965, elle est tête de liste dans le quatrième secteur (correspondant aux 9e et 10e arrondissements), mais n'est pas élue.
Elle reprend alors un poste dans l'éducation nationale comme PEGC.
De nouveau candidate aux municipales en 1971, elle ne retrouve pas son siège. En 1968, elle est élue sénatrice de Paris et siège pendant un mandat, jusqu'en 1977.
Elle est alors chargée de l'animation de la commission nationale de l'enfance, dont elle est la présidente, auprès du comité central du PCF.
Au début des années 1980, elle se retire de la vie publique et s'installe définitivement dans sa maison secondaire à Saint-Rémy-sur-Creuse, commune de la Vienne où elle meurt en 2007, à Châtellerault.
En 2013, le Conseil de Paris décide de donner son nom à la piscine de l'avenue Parmentier.

## Détail des fonctions et des mandats
Mandat parlementaire
- 22 septembre 1968 - 2 octobre 1977 : Sénatrice de Paris

Conseillère municipale de Paris
- 1954 - 1965

### Hommage
En 2013, son nom a été donné à une piscine parisienne dans le 10e arrondissement.